# Armando Calvo
Armando Pascual Calvo Lespier (San Juan de Puerto Rico, 25 de diciembre de 1919-Ciudad de México, 6 de julio de 1996) fue un actor puertorriqueño que trabajó en el cine de España, México e Italia con gran éxito. Miembro de una estirpe dedicada al teatro, donde también tiene triunfos significativos, logra tener prestigio y popularidad en todos los lugares en que trabajó. Es conocido por su participación en la telenovela Rosa salvaje, en el personaje de Sebastián, el jardinero de la mansión Linares, o "Don Sebas" como lo denominaba Rosa, la protagonista de la historia, interpretada magistralmente por la actriz Verónica Castro.

## Biografía
Armando Pascual Calvo Lespier nació el 25 de diciembre de 1919 en San Juan, Puerto Rico, hijo del actor español Juan Calvo Domenech y la puertorriqueña Minerva Lespier. Su hermano fue el también actor Manolo Calvo. Después de su nacimiento, la gira que hacia su padre terminó y la ahora familia Calvo Lespier viaja a España, donde, desde pequeño,  Armando logra familiarizarse con el ambiente teatral y es en el teatro donde debuta formalmente, a los 5 años, en la obra Barro pecado, continuando en los escenarios teatrales, puesto que no llega al cine sino hasta fines de los años treinta con pequeños personajes en coproducciones entre España e Italia. Su consagración se la daría su participación como actor principal en la película El escándalo (1943), de José Luis Sáenz de Heredia, logrando una popularidad sin precedentes en España, lo que le daría el reconocimiento y nuevos papeles importantes, como en Espronceda (1945) y sobre todo en Los últimos de Filipinas (1945), junto a Fernando Rey, y que le valdría varios premios de la crítica como mejor actor. 
Ya con un nombre hecho en la España franquista, el productor mexicano Gregorio Wallerstein se fija en él para que protagonice junto a la máxima estrella femenina de la época en México: María Félix, la película La mujer de todos (1946); sin embargo, los roces entre la estrella y Armando no se hicieron esperar, teniendo constantes problemas durante el rodaje; pese a esto la película triunfa y Armando decide quedarse en México, a pesar de su éxito en España. Sus siguientes proyectos exitosos en tierra azteca fueron Bel Ami (1947), con Gloria Marín (de quien se dice estuvo enamorado), Andrea Palma y su compatriota Emilia Guiú; Ángel o demonio (1947), con María Antonieta Pons; La casa de la Troya (1948), con Rosario Granados y Carmen Molina; La vorágine (1949), con la bogotana Alicia Caro; Acapulco (1952), con Elsa Aguirre y Rodolfo Acosta; Las infieles (1953), con toda una pléyade de bellezas como Irasema Dilián, Rebeca Iturbide, Martha Valdés y Rita Macedo; Romance de fieras (1954), donde iniciaría un romance tormentoso con su coprotagonista Martha Roth. Después de más de diez años regresa a España para trabajar en El último cuplé (1957), película que significa la consagración definitiva de Sara Montiel  y con la que Armando regresa con gran éxito a su país, y es a partir de esta que trabaja entre España, México e Italia.
Estando en España conoce a la que sería su primera esposa, una joven suizo-italiana llamada María Teresa Frigos Mosca, en 1958. Con ella viaja a la Ciudad de México, pero se divorcian poco tiempo después. También en España conoce a su segunda esposa, una joven alemana llamada Ursula, con quien tuvo nueve hijos. Armando pasó el resto de su vida realizando desplazamientos de ida y vuelta entre la realización de películas en España e Italia y en las industrias del cine y la televisión (donde participó en varias teleseries de gran éxito) en México, país en donde fue por varias décadas una presencia conocida y reconocida, mientras que Ursula se quedó en Madrid en el cuidado de su hogar y los hijos. Los últimos años de su vida los pasó viviendo recluido bajo circunstancias difíciles en un hotel y ocupaba su tiempo escribiendo y pintando. Sufría enfisema pulmonar y problemas con sus riñones. Falleció el 6 de julio de 1996 en la Ciudad de México, a causa de una insuficiencia cardíaca, a los 76 años de edad.

## Anécdotas
- Su pasión por el teatro nunca se le olvidó: cuando llegó a México le pidió a María Tereza Montoya que lo presentara con el público mexicano y lo hizo debutar en Don Juan Tenorio, papel que le quedaba a la perfección debido a la fama de rompecorazones que tenía.
- En los años 50 dio asesoría escénica para la populosa representación de la pasión de Cristo en Iztapalapa, en las cercanías de la Ciudad de México.
- Dirigió varias obras de teatro en México, y es en esta faceta que logra sus premios en este país, ya que en cine solo ganó premios en España.
- Gustaba de recortar siluetas de animales en papel con tijeras y sin dibujo previo que les daba a sus pequeños admiradores.
- Contaba que su abuelo materno, de origen francés, había tenido entre 30 y 40 hijos y murió, no a causa de la vejez (109 años), sino debido a un descuido ocasionado por su afición al alcohol.
- Fue el primer español que triunfó como estelar en el cine mexicano en su etapa dorada, abriendo las puertas a otros intérpretes, como Sara Montiel, Jorge Mistral, Guillermina Green, Enrique Rambal e incluso Lola Flores, Carmen Sevilla y Francisco Rabal, toda vez que a Manolo Fábregas y Emilia Guiú, que nacieron en España, siempre se les identificó con México, pues trabajaron muy poco en su país de origen.
- Tuvo que sustituir al español Jorge Mistral en la telenovela mexicana Hermanos Coraje (1972), ya que este último se suicidó antes de terminar el proyecto, cuando se le hizo el diagnóstico de cáncer de estómago en estado terminal.
- Armando Calvo también actuó en Chile, en la obra de teatro El prestamista, en 1976, encarnando a tres personajes distintos que mantenían un contrapunto escénico con el interrogador, a quien no se veía, pero formulaba las preguntas a través de una grabación. La obra, que originalmente usaba una grabadora que producía mucha tensión a los actores, fue reemplazada por un actor en Chile, personaje que hizo Luis Alarcón.

## Premios
Medallas del Círculo de Escritores Cinematográficos
| Año  | Categoría             | Película                 | Resultado |
| ---- | --------------------- | ------------------------ | --------- |
| 1946 | Mejor actor principal | Los últimos de Filipinas | Ganador   |

Fotogramas de Plata
| Año  | Categoría   | Película   | Resultado |
| ---- | ----------- | ---------- | --------- |
| 1958 | Mejor actor | La muralla | Ganador   |